# Jezioro polimiktyczne

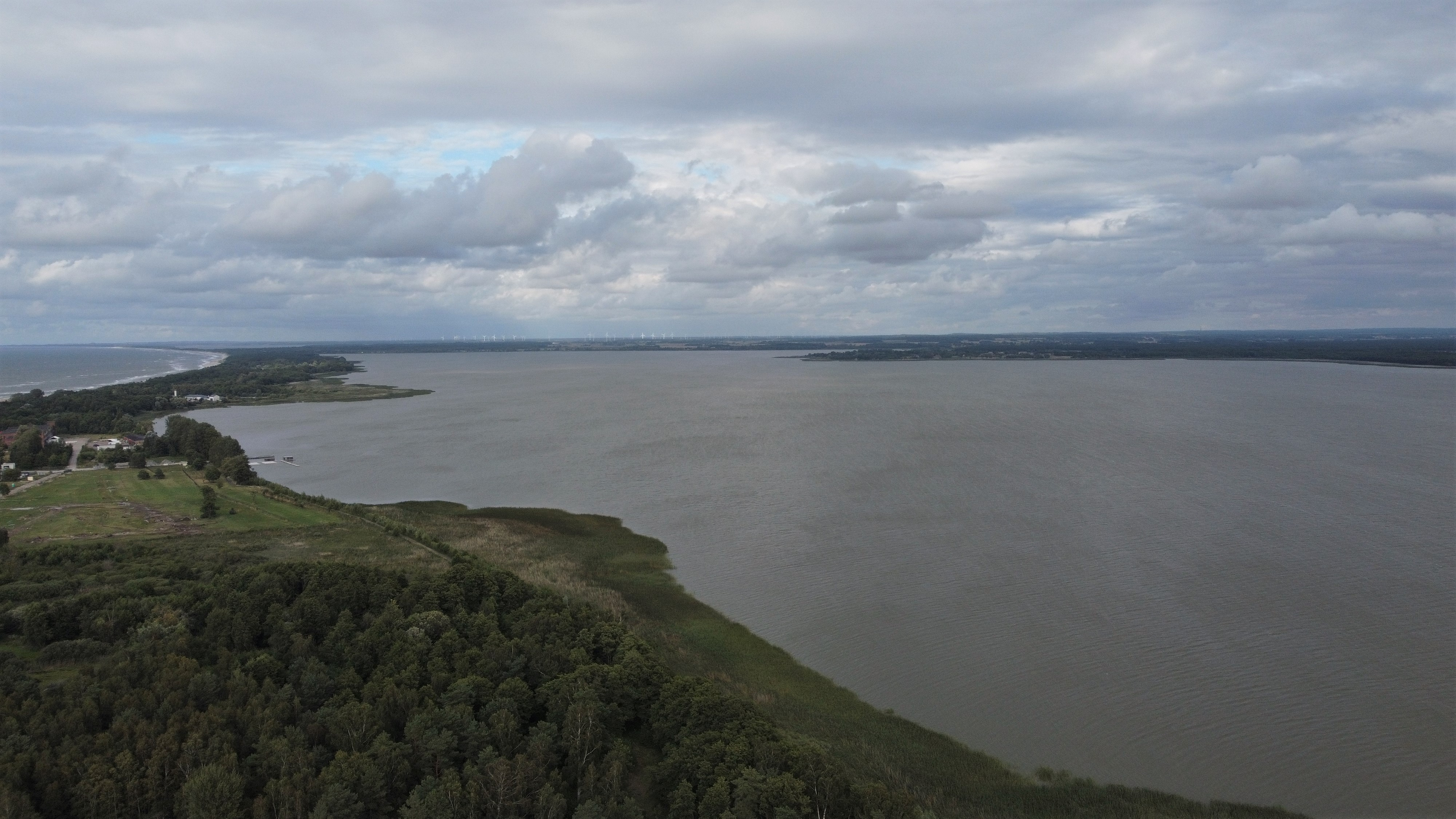
Jamno to typowy przykład jeziora polimiktycznego strefy klimatu umiarkowanego: duża powierzchnia (ok. 502 km^{2}) powoduje, że masy wody są wystawione na działanie wiatru i mieszane do dna, co przy niewielkiej głębokości (maksymalnie 3,9 m) uniemożliwia założenie trwałej stratyfikacji termicznej.

Jezioro polimiktyczne – jezioro, w którym cały słup wody od dna do powierzchni jest ciągle mieszany lub epizody cyrkulacji mas wód w całym słupie wody (holomiksja) powtarzają się wielokrotnie w ciągu roku.
Są to zwykle jeziora o dużej powierzchni, niewielkiej głębokości i słabo zaznaczonym pionowym gradiencie temperatury, dzięki czemu czynniki zewnętrzne, np. wiatr, mogą wprawiać masy wody w ruch, który zaburzy uwarstwienie spowodowane przez różnice gęstości poszczególnych warstw wody związane z różnicami w ich temperaturze. Mieszanie w całym słupie wody następuje w nich w związku z tym wielokrotnie w ciągu roku.

## Geneza nazwy
Nazwa została wprowadzona przez Hutchinsona i Löfflera dla permanentnie mieszających się wysokogórskich jezior andyjskich strefy równikowej. Z czasem nazwa utrwaliła się w środowisku limnologów, zarazem zakres pojęcia uległ rozszerzeniu.

## Podział

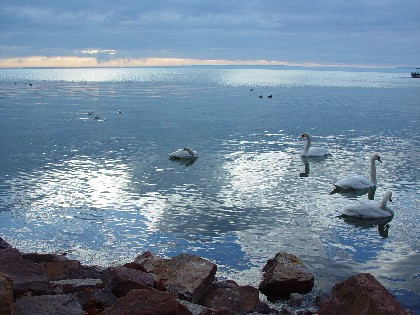
Balaton, największe jezioro w Europie Środkowej, jest jeziorem polimiktycznym.

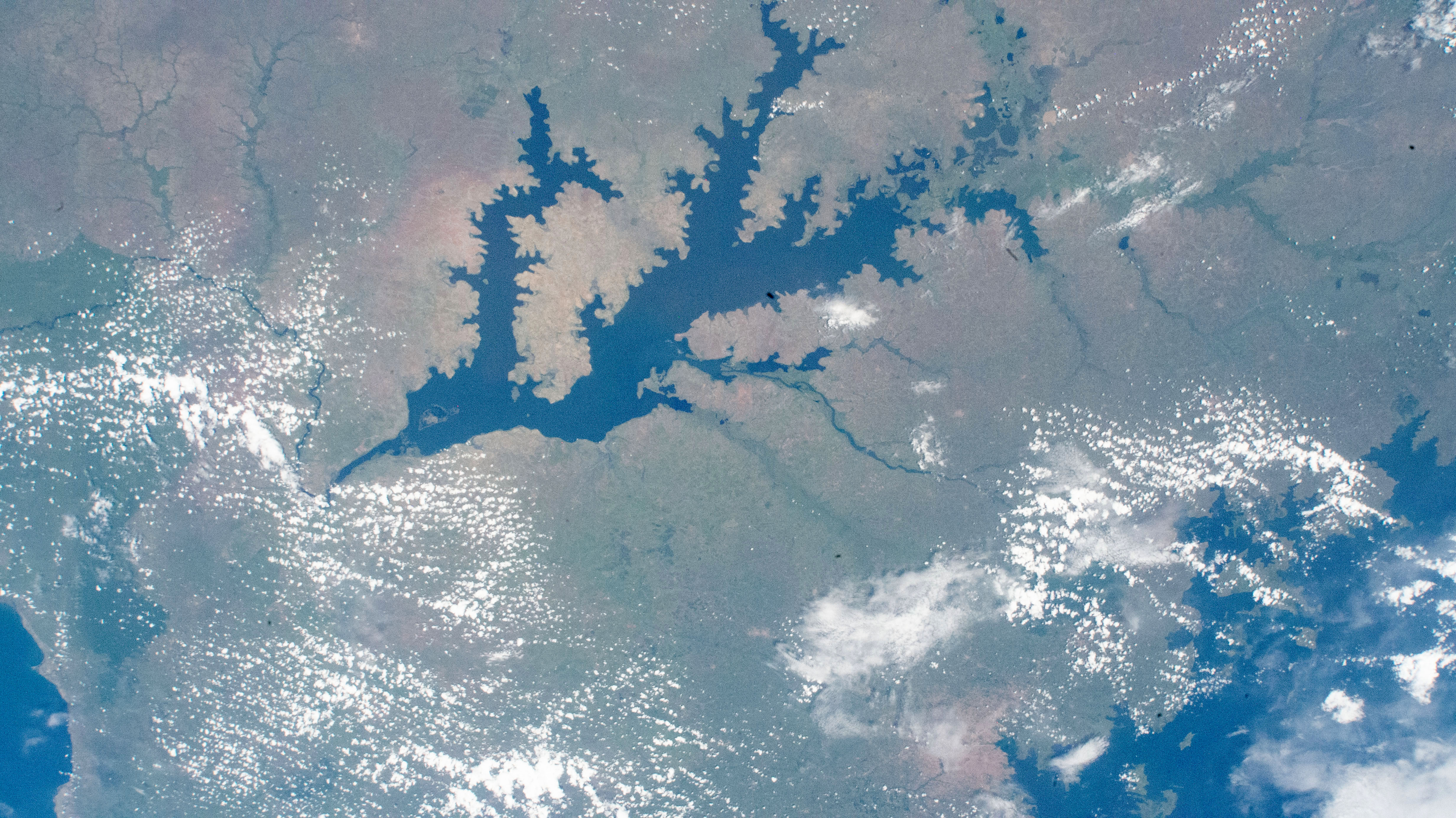
Jezioro Kioga, jedno z jezior systemu Wielkich Jezior Afrykańskich, również jest jeziorem polimiktycznym.

Jeziora polimiktyczne dzieli się w zależności od tego, jaka jest ich temperatura wody i w jakiej strefie klimatycznej są położone, na:
- polimiktyczne zimne, w których temperatura wody jest zbliżona do 4 ℃ lub jest nieco wyższa[a]. Są to zwykle jeziora o dużej powierzchni i umiarkowanej głębokości, położone w strefie międzyzwrotnikowej w rejonach, gdzie wieją silne wiatry i wilgotność powietrza jest niska. Takie warunki zwykle mają jeziora położone wysoko w górach, dzięki czemu pomimo tego, że w ciągu dnia jezioro zaabsorbuje dużą ilość ciepła z promieniowania słonecznego, straty ciepła w ciągu nocy są na tyle duże, by nie założyła się trwała, dobowa stratyfikacja.
- polimiktyczne ciepłe, które cechuje temperatura wody znacznie powyżej 4 ℃. Są to jeziora położone w strefie tropikalnej, w której dobowe i roczne amplitudy temperatury są niewielkie, dzięki czemu epizody mieszania wód powtarzają się cyklicznie pomiędzy krótkimi okresami ocieplania (i słabej stratyfikacji) w dzień i chłodzenia w nocy.

Podział ten budził kontrowersje, m.in. w związku z tym, że nie uwzględnia płytkich jezior stref umiarkowanych, które również w ciągu roku wielokrotnie ulegają mieszaniu. Dlatego zaproponowano rozszerzenie podziału jezior polimiktycznych na:
- polimiktyczne zimne z ciągłym mieszaniem, typ obejmujący jeziora z pokrywą lodową utrzymującą się przez część roku, z temperaturą wody powyżej 4 ℃ i stratyfikacją zakładającą się co najwyżej w ciągu dnia w pozostałej części roku.
- polimiktyczne zimne z nieciągłym mieszaniem, to jeziora z pokrywą lodową utrzymującą się przez część roku, z temperaturą wody powyżej 4 ℃ i stratyfikacją zakładającą się co najwyżej na okres kilku dni lub tygodni w pozostałej części roku.
- polimiktyczne ciepłe z nieciągłym mieszaniem, to jeziora niezamarzające przez cały rok, w których stratyfikacja wód zakłada się co najwyżej na okres kilku dni lub tygodni, ale zarazem takie, w których mieszanie mas wody następuje częściej niż raz w roku.
- polimiktyczne ciepłe z ciągłym mieszaniem, to jeziora niezamarzające przez cały rok, w których stratyfikacja wód zakłada się co najwyżej na kilka godzin w ciągu dnia.

W jeziorach polimiktycznych strefy umiarkowanej i ciepłej, w związku z tym, że są to zazwyczaj zbiorniki o dużej produkcji pierwotnej, w ciągu dnia dochodzić może do przesycenia wody tlenem, zaś nocą do deficytów tlenowych spowodowanych zachodzącymi procesami oddychania i rozkładu materii organicznej. W kontekście ontogenezy i ewolucji jezior, stadium jeziora polimiktycznego jest uważane za następujące po jeziorze dimiktycznym. W związku z niewielką zazwyczaj głębokością, dużą dostępnością biogenów i światła, stanowić mogą sprzyjające siedlisko dla rozwoju roślinności wodnej i szuwarowej, co przyspiesza proces lądowacenia.